# Hôtel des sociétés savantes (Paris)
Pour les articles homonymes, voir Hôtel des Sociétés savantes.

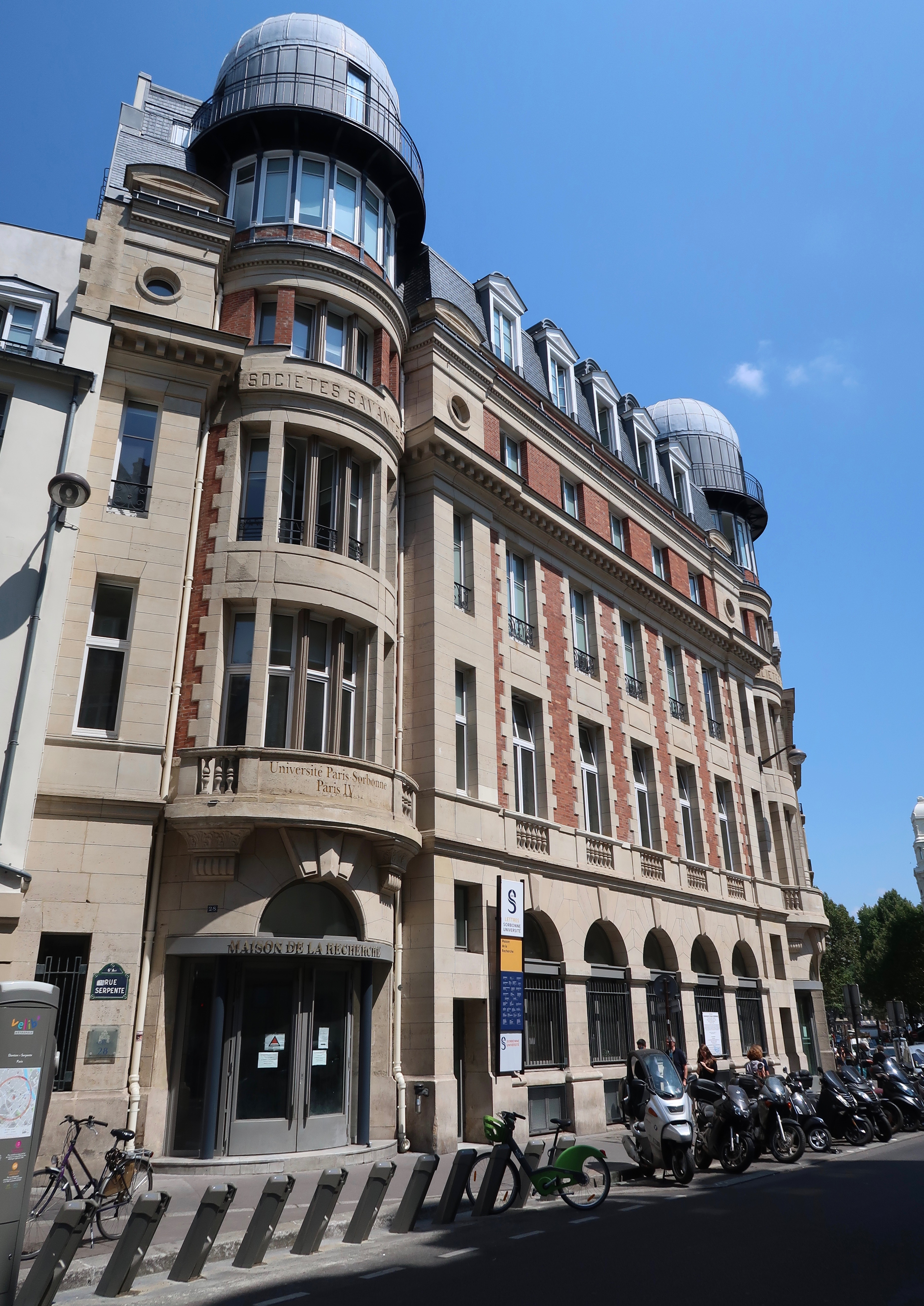
Vue générale. Au sommet sont les deux coupoles de l'ancien observatoire astronomique de la SAF.

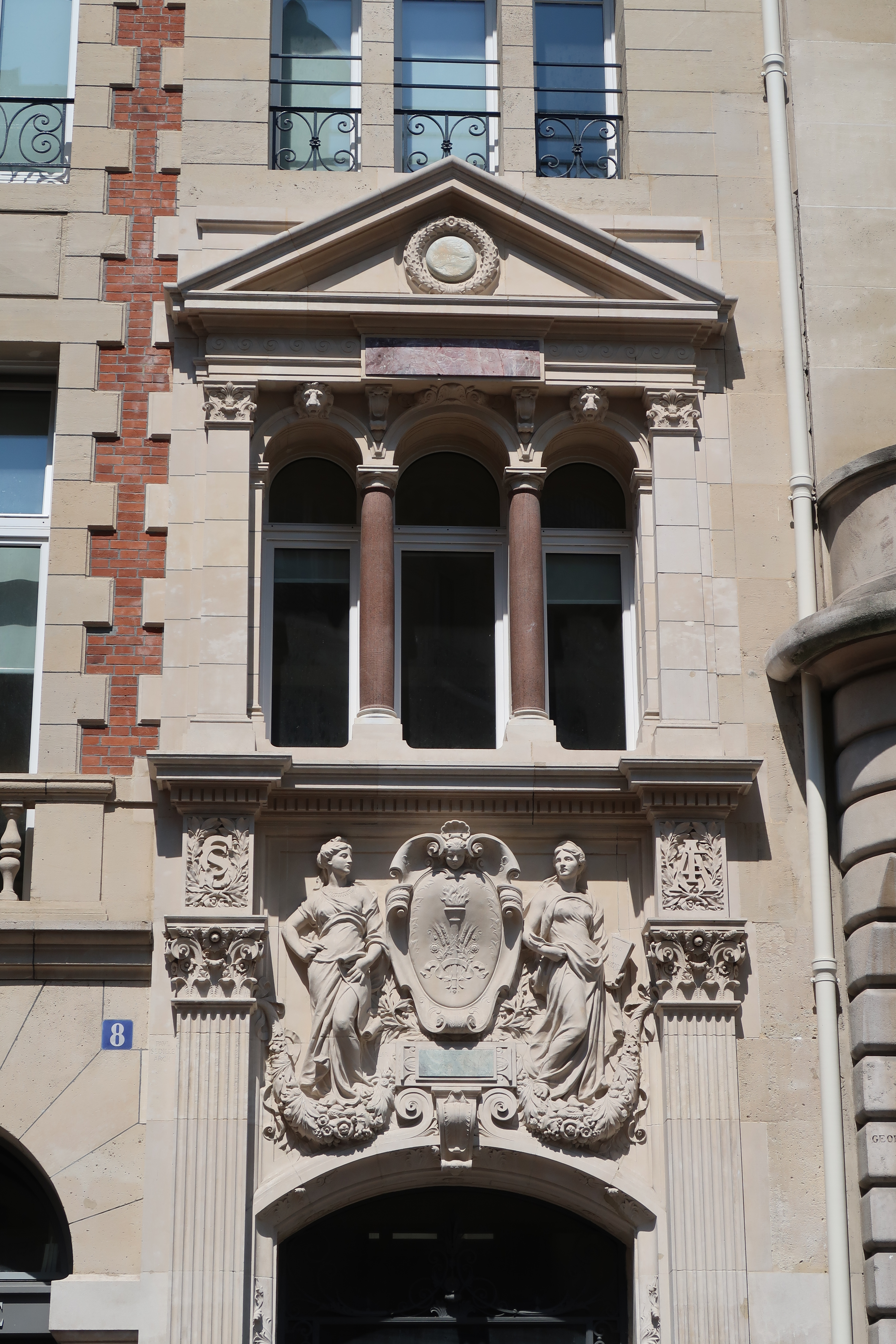
Détail de la façade.

L'hôtel des sociétés savantes est situé 8 rue Danton à Paris. Il est devenu la Maison de la recherche et est une annexe de l'université Paris IV - Sorbonne, située au 28, rue Serpente, au croisement avec la rue Danton, dans le 6e arrondissement de Paris, dont le bâtiment a été ouvert en 2005.

## Histoire
En 1864 H. Gaidoz, administrateur de la société de linguistique constate le manque d'un hôtel avec des salles de conférences pour l’accueil des sociétés savantes de Paris,.
L'Hôtel des sociétés savantes est construit en deux phases, en 1888-1890, puis 1899-1900, par Fernand Delmas. Le portail néo-renaissance de la Société centrale des architectes français au 6 bis, rue Danton, réalisé en 1899-1900, est l'œuvre de l'architecte Paul Sédille et du sculpteur André-Joseph Allar. Le bâtiment est acheté par la Sorbonne en 1985.

## Les organismes dont le siège social était à l'hôtel des sociétés savantes

### Les Sociétés savantes
- La Société astronomique de France (SAF), fondée par Camille Flammarion. La société a construit un observatoire astronomique avec deux coupoles qui occupait tout l'étage supérieur du bâtiment[3].
- L'Association française pour l'avancement des science[4].
- La Société de statistique de Paris[5].
- La Société centrale d'apiculture et d'insectologie[6].
- La Société centrale d'apiculture, de sériciculture et de zoologie agricole[7].
- La Société zoologique de France
- La Société entomologique de France[8].
- La Société française de navigation aérienne
- La Société de sociologie de Paris[9].

### Éducation
- L'Association polytechnique[10].
- La Société pour l'instruction et la protection des sourds et muets[11].
- La Société pour la propagation des langues étrangères en France[12].
- Œuvre de l'Orphelinat de l'enseignement primaire[13].
- L’Association des écoles foraines Bonnefois[14].
- Collège libre des sciences sociales[15].
- La Fédération des universités populaires de la Seine[16].
- Le Cercle populaire d'enseignement laïque[17].
- Le Comité central de voyage des sociétés laïques d'éducation et d'enseignement populaires[18].

### Social
- La Société de protection des veufs, veuves et orphelins des fonctionnaires de la Ville[19].
- L'Aide morale[20].
- Le Comité français de secours aux enfants[21].
- Fédération nationale des veuves, orphelins et ascendants de la guerre[22].
- Le Comité d'action des régions dévastées[23].
- La Société française de sauvetage, secours aux noyés, incendiés, victimes d'épidémie[24].
- La Société française d'hygiène[25].

### Profession et syndicat
- La Société ophtalmologie
- La Société d'Hypnologie
- La Société de médecine publique et d'hygiène professionnelle y a tenu sa première séance régulière le 29 juin 1877 sous la présidence d’Apollinaire Bouchardat, pharmacien et médecin, considéré comme le père de la diabétologie. Elle est devenue aujourd'hui la Société française de santé publique.
- La Société Centrale des Architectes Français. La porte d'entrée qui lui est dédiée au 6 bis, rue Danton, porte la devise des architectes  Le beau, le vrai, l'utile
- Le Syndicat des médecins de la Seine[26].
- Le Syndicat national de l'orthopédie française[27].
- La Société mutualiste des clercs et employés de notaire[28].
- L'Association sténographique unitaire[29].
- La Fédération dentaire nationale[30].
- La Chambre syndicale des instruments et appareils de l'art médical et chirurgical[31].
- Le Syndicat des inventeurs français[32].
- L’Association professionnelle des sténographes français[33].
- La Fédération des syndicats médicaux de la Seine[34].
- La Société de médecine vétérinaire[35].
- La Fédération nationale des mutualistes de l'enseignement primaire[36].

### Région
- La Société franco-japonaise de Paris
- L'Union amicale d'Alsace-Lorraine[37].
- Renaissance française en Alsace et en Lorraine[38].
- Les Ariégeois à Paris[39].

### Association amicale
- La Société amicale des élèves et anciens élèves de l'association polytechnique[40].
- L'Association amicale des élèves, anciens élèves, professeurs et anciens professeurs de l'Union française de la jeunesse[41].
- L'Association amicale des anciens élèves de l'Ecole de physique et de chimie industrielles[42].
- La Société amicale des anciens élèves des écoles nationales professionnelles[43].
- L'Association des anciens élèves de l'institution départementale G. Prévost[44].
- La Fédération des associations d'anciens élèves des sociétés d'enseignement populaire[45].

### Congrès
- Congrès international d'hygiène et de démographie[46].
- VIIe Congres national des pêches et industries maritimes[47].

## Quelques conférences
- En avril 1896 s'y tient un Congrès féministe international.
- Trotski le 6 décembre 1907 fait une conférence qui réunit un millier de personnes sur le thème Les étapes de la révolution Russe et la situation politique actuelle[48].
- Le 1er juin 1910, dans la grande salle bondée, Camille Flammarion fera de la comète de Halley le sujet de l'une de ses causeries.
- Après la Seconde Guerre mondiale, l'« Ateneo hispanista », émanation de la Société pour la propagation des langues étrangères, organise plusieurs années de suite des débats et des conférences à l'hôtel des sociétés savantes et à la Sorbonne[49].